# Rudine (gmina Čajetina)
Rudine (cyr. Рудине) – wieś w Serbii, w okręgu zlatiborskim, w gminie Čajetina. W 2011 roku liczyła 144 mieszkańców.